# 鄺隆比
鄺隆比（1936年4月24日—），加拿大學者、政治人物，加拿大進步保守黨籍。
1972至1978年任多倫多市長。1978年當選加拿大下議院議員。1979年獲總理祖·卡勒委任為衛生及福利部長，直至次年保守黨下野。1984年，梅龍尼率領保守黨贏得大選後，鄺氏出任印第安事務及北方發展部長（1984至1986年）、加拿大國務卿兼專責多元文化部長（1986至1988年）。
1994年獲委任為懷雅遜大學（前為懷雅遜理工學院，今多倫多都會大學）首任校監，1999年卸任。2004年5月13日獲授予加拿大官佐勳章。2012年獲授予安省勳章。
鄺隆比公園即是以之命名，位於多倫多市中心，介乎渣華士街與柏克萊街之間。

## 外部連結
- 鄺隆比 – 加拿大国会传记

| 學術機關職務 | 學術機關職務   | 學術機關職務                 |
| ------------ | -------------- | ---------------------------- |
| 新頭銜       | 懷雅遜大學校監 | 繼任者： John Craig Eaton II |